# Grad Gravensteen
Gravensteen je srednjeveški grad v Gentu v Belgiji. V nizozemščini pomeni 'grofov grad'.  Je na nadmorski višini 9 metrov.

## Zgodovina
Sedanji grad je leta 1180 zgradil grof Filip iz Alzacije  in je bil oblikovan po zgledu križarskih  gradov, ki jih je videl, ko je sodeloval v drugi križarski vojni. Pred tem je tu stal lesen grad, domnevno zgrajen v 9. stoletju. Grad je bil sedež flandrijskih grofov, dokler ga niso opustili v 14. stoletju. Nato je bil uporabljen za sodišče, zapor, sčasoma pa je propadel. Ob stenah in celo na dvorišču so bile zgrajene hiše, kamen pa uporabljen pri gradnji drugih stavb. Nekoč je bil tovarna. Porušen naj bi bil ob koncu 19. stoletja.

## Obnova
Leta 1885 je grad kupilo mesto Gent in začela se je prenova, ki je bila končana leta 1893. Novozgrajene hiše so bile odstranjene, zidovi pa obnovljeni v prvotnem stanju.
Grad je bil dovolj obnovljen, da je ljudem omogočil, da so si ga ogledali in se povzpeli na vrh. Še vedno je delno obdan z jarkom. V notranjosti je muzej z različnimi napravami za mučenje (tudi giljotina).

## V filmu
Bela kraljica (The White Queen), BBC-jeva dramska serija, ki je bila postavljena v 15. stoletje, je za nekatere prizore uporabljala notranjost grajskih dvorišč, zunanji pogled gradu z jarkom pa je bil prikazan v nekaj kratkih splošnih pogledih (z nekaterimi računalniškimi spremembami za brisanje sodobnih vplivov).
Leta 2015 so snemali film Cesar (Emperor), v katerem je igral Adrien Brody, na gradu Gravensteen, na mostu Sint-Michiels in v samostanu Drongen. 